# Електроводонагрівач

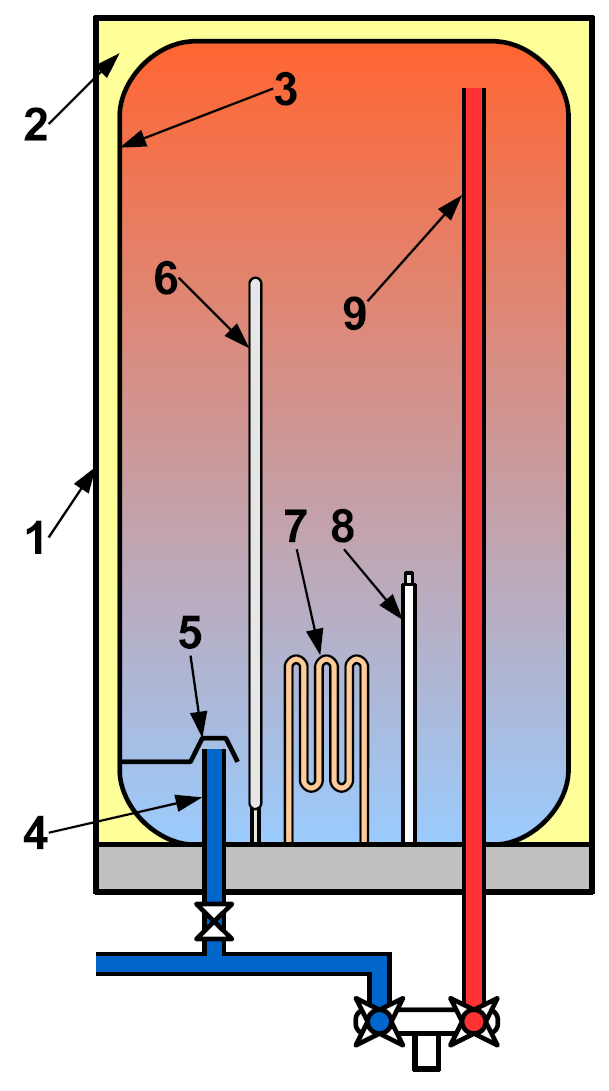
Схема накопичувального електроводонагрівача високого тиску
1 — зовнішній кожух
2 — теплоізоляція
3 — водонагрівальна ємність
4 — вхід холодної води
5 — розсікач
6 — магнієвий анод
7 — нагрівальний елемент
8 — занурювальна трубка термодатчика
9 — вихід гарячої води

Електроводонагрівач — електричний водонагрівач, пристрій для нагріву води за рахунок енергії, одержуваної з електромережі (теплова дія струму), з метою подальшого використання в технологічних, господарських, санітарно-гігієнічних або побутових цілях.
У багатьох країнах Європи встановлювані індивідуально у квартирах електроводонагрівачі замінюють собою відсутнє централізоване гаряче водопостачання. В Росії та країнах СНД електроводонагрівачі зазвичай використовуються в індивідуальному житловому будівництві при відсутності централізованого газопостачання, а також як резервне джерело гарячої води в період літніх профілактичних відключень.
За принципом електроводонагрівачі діляться на накопичувальні і проточні. За ККД (а це близько 98-99%) поступаються тільки конденсаційним газовим котлам. Зате, на відміну від останніх, не виділяють ні диму, ні конденсату.